# Pella (Burkina Faso)
Pella ist sowohl eine Gemeinde (französisch commune rurale) als auch ein dasselbe Gebiet umfassendes Departement im westafrikanischen Staat Burkina Faso, in der Region Centre-Ouest und der Provinz Boulkiemdé. Die Gemeinde hat in zehn Dörfern 19.243 Einwohner.